# Andropogon auriculatus
Andropogon auriculatus är en gräsart som beskrevs av Otto Stapf. Andropogon auriculatus ingår i släktet Andropogon och familjen gräs. Inga underarter finns listade i Catalogue of Life.